# Renhold
Renhold è un paese di 1 800 abitanti della contea del Bedfordshire, in Inghilterra.